# Santa Bárbara (Ribeira Grande)
Santa Bárbara é uma freguesia portuguesa do município da Ribeira Grande (Açores), na ilha de São Miguel, Região Autónoma dos Açores,  com 12,73 km² de área e 1188 habitantes (censo de 2021). A sua densidade populacional é 93,3 hab./km².
A freguesia foi criada pelo Decreto-Lei n.º 264/71, de 18 de Junho, com lugares desanexados da freguesia de Ribeira Seca.
É uma freguesia essencialmente rural, de solos muito férteis, onde grande parte dos seus habitantes dedicam-se ao setor primário, embora o setor terciário tenha vindo a ganhar terreno.

## Demografia
A população registada nos censos foi:
| Distribuição da População por Grupos Etários | Distribuição da População por Grupos Etários | Distribuição da População por Grupos Etários | Distribuição da População por Grupos Etários | Distribuição da População por Grupos Etários |
| -------------------------------------------- | -------------------------------------------- | -------------------------------------------- | -------------------------------------------- | -------------------------------------------- |
| Ano                                          | 0-14 Anos                                    | 15-24 Anos                                   | 25-64 Anos                                   | > 65 Anos                                    |
| 2001                                         | 317                                          | 222                                          | 571                                          | 161                                          |
| 2011                                         | 244                                          | 226                                          | 662                                          | 143                                          |
| 2021                                         | 192                                          | 154                                          | 715                                          | 127                                          |

## Coletividades
Trata-se de uma freguesia, que embora pequena, a sua população jovem e dinâmica eleva o seu nome muito para além das suas fronteiras geográficas. Assim sendo, tem um conjunto de colectividades como: Banda Filarmónica Nossa Senhora das Vitórias fundada a 1986 pelo maestro Leonardo Cymbron, Grupo de Escoteiros AEP - 196, Grupo de teatro, Grupo Folclórico e Clube de Xadrez, que prestam um muito bom nome à sociedade de Santa Bárbara, a mais nova freguesia da malha urbana da cidade Nortenha da ilha de S. Miguel.

## Festas
As festas maiores da freguesia realizam-se no último domingo de agosto e são em honra a Nossa Senhora das Vitórias. As festas têm a duração de oito dias, nos quais têm lugar diversas atividades tais como: procissão solene no Domingo, cortejo de ofertas na segunda-feira, arrematações, jogos desportivos, e nos últimos dias temos a já tradicional banda das canas, bem como o dia do chicharro.
No dia 4 de dezembro e nos dias seguintes realizam-se as festas em honra da padroeira, Santa Bárbara.
É de destacar ainda a magnifica cozinha da freguesia, sendo que pratos como torresmos à vinha-de-alhos e outras iguarias ligadas à matança do porco, bem como o delicioso pão caseiro e a muito afamada doçaria.

## Litoral

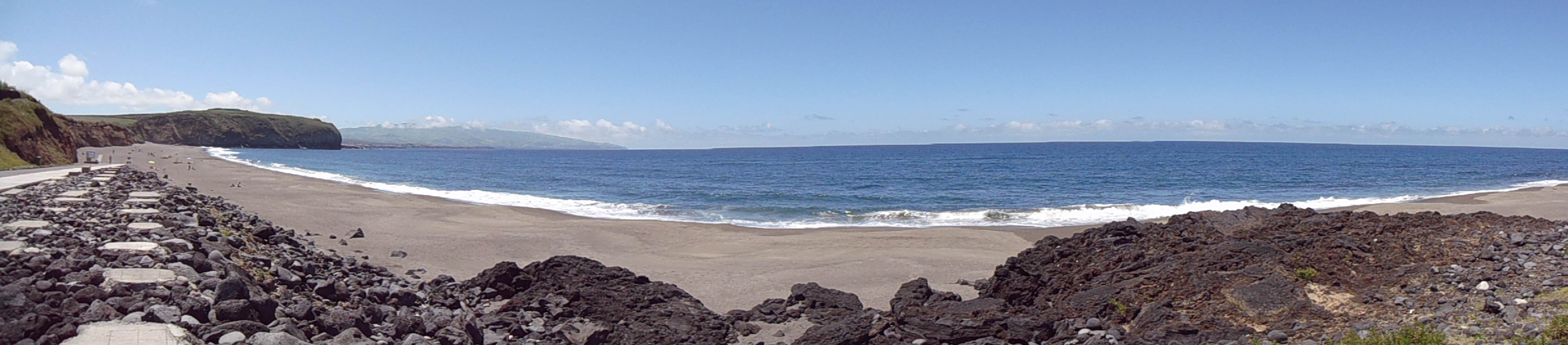
Areal de Santa Bárbara.

Na Costa Norte encontra-se a praia de Santa Bárbara (ou Areal de Santa Bárbara, ou Areais), conhecida pelas suas ondas de classe mundial. A praia possui um longo areal e é um lugar que todos os praticantes de surf visitam, sendo também agradável para os banhistas,
Atualmente, a praia de Santa Bárbara recebe anualmente uma etapa do ASP World Tour, o Sata Airlines Azores Pro, e uma etapa do Pro Junior Europeu, normalmente em setembro.

## Património edificado
- Casamatas ao Areal de Santa Bárbara

## Turismo
A sua área estende-se desde, praticamente do Oceano Atlântico até à cratera da Lagoa do Fogo. Os amantes de actividades de ar livre encontram na freguesia muita diversidade, que podem ir desde os passeios pedestres, até ao parapente, passando pelo BTT, entre outros.

## Gastronomia
A gastronomia local de Santa Bárbara inclui enchidos de porco, torresmos e doce de amora.